# Debra Soh
Debra W. Soh es una columnista ex investigadora académica del sexo, científica, autora, comentarista política y podcaster canadiense.

## Educación e investigación
Soh tiene un título PhD en psicología de la Universidad York en Toronto. Su tesis se tituló Functional and Structural Neuroimaging of Paraphilic Hypersexuality in Men (que traducida al español significa: Neuroimagen funcional y estructural de la hipersexualidad parafílica en los hombres), y su comité incluyó a Keith Schneider de la Universidad de York y James Cantor del Centro de Adicciones y Salud Mental. Durante sus estudios de posgrado, Soh recibió el Premio de Investigación Extranjera Michael Smith del Consejo de Investigación de Ciencias Sociales y Humanidades de Canadá y la Beca de Disertación de Provost de York.
En la Universidad de York, estudió las parafilias (preferencias sexuales inusuales). Su investigación indica que estas son condiciones neurológicas en vez de comportamientos aprendidos. Soh ha enfatizado que la parafilia es lo suficientemente amplia como para abarcar actividades consensuadas; reservando el término trastorno parafílico para los casos en los cuales la persona está predispuesta a dañar a otros, como ocurre en la pedofilia. Un artículo de la revista Cosmopolitan de 2016 destacó algunos de sus hallazgos y las implicaciones para determinar qué hombres es probable que cometan una violación.

## Carrera
Soh ha escrito artículos para Quillette, The Globe and Mail, la revista New York, Playboy, Los Angeles Times y The Wall Street Journal. Comenzó como presentadora del podcast Wrongspeak de Quillette con Jonathan Kay en mayo de 2018. Soh se describe a sí misma como una exfeminista que se desilusionó con el término.
En un editorial de 2015, Soh criticó la prevalencia de las transiciones de género en la infancia, aconsejando a los padres y médicos que esperen «hasta que el niño haya alcanzado la madurez cognitiva». En el ensayo de Soh, ella hizo referencia a aspectos de su propia infancia que no se ajustaban al género, argumentó que «una transición social de regreso al rol de género original de uno puede ser una experiencia emocionalmente difícil». David A. French describió esto como «quedarse corto». Soh también ha escrito en contra de las leyes contra la terapia de conversión que incluyen tanto la orientación sexual como la identidad de género, creyendo que tales leyes combinan las dos y previenen el asesoramiento terapéutico legítimo para las personas con disforia de género. Soh cree que la actual opinión de la sociedad de permitir la transición de género en la infancia se basa principalmente en la homofobia, debido a los estudios que demuestran que muchos niños transexuales desistirán y se desprenderán de la transición en la adolescencia y en los primeros años de la edad adulta y saldrán del armario como gays o lesbianas. Los académicos canadienses Florence Ashley y Alexandre Baril cuestionan la interpretación de Soh de dichos estudios.
Soh se opuso a la decisión de 2015 de cerrar la clínica de identidad de género de Toronto, que era conocida por comenzar el tratamiento después o durante la pubertad en la mayoría de los casos. Una investigación anterior había puesto al médico jefe de la clínica, Kenneth Zucker, en desacuerdo con otros especialistas en disforia de género. Los críticos de Soh en este asunto han declarado que las hormonas se recetan después de la pubertad de acuerdo con las pautas de la Sociedad Endocrina. Al año siguiente, Soh escribió un artículo que criticaba a CBC News por cancelar la emisión de un documental británico que contaba con la presencia de Zucker.
En 2016, Soh pasó un fin de semana documentando el furry fandom para disipar los mitos de que la subcultura es principalmente de naturaleza sexual.
En agosto de 2017, Soh escribió una columna para The Globe and Mail y contribuyó a un artículo en Quillette en el que defendía el memorando del ingeniero James Damore «La cámara del eco ideológico de Google». Continuó dando entrevistas sobre el tema durante el año siguiente. Soh fue descrita como miembro de la «web oscura intelectual» por la periodista de The New York Times, Bari Weiss.
En abril de 2019, Soh apoyó una demanda presentada por el residente de Nueva Escocia, Lorne Grabher, contra el Registrador de Vehículos Motorizados. La demanda se presentó para restablecer una matrícula con el apellido de Grabher, cuya similitud con la frase «agárrala» o «tómala» (grab her, en inglés) la había convertido en objeto de una denuncia. Soh testificó que la placa no alentaría a ninguna persona socialmente adaptada a cometer un acto violento y opinó que el gobierno se estaba «extralimitando».
El 4 de agosto de 2020, Soh publicó su primer libro, The End of Gender: Debunking the Myths about Sex and Identity in Our Society.  En dicho libro, Soh argumenta, entre otros, que las mujeres que son muy buenas en matemática lo son también en comunicación; no puede descartarse que opten por carreras en lo segundo, a expensas de lo primero.